# Opel
Opel Automobile GmbH – niemiecki producent samochodów osobowych, sportowych i dostawczych z siedzibą w Rüsselsheim am Main działający od 1862 roku. Należy do międzynarodowego koncernu Stellantis.

## Historia i geneza
W 1862 roku niemiecki przemysłowiec Adam Opel w swojej rodzinnej miejscowości Rüsselsheim skonstruował swoją pierwszą maszynę do szycia. Za oficjalny dzień rozpoczęcia działalności przedsiębiorstwa uważa się 21 stycznia 1862 roku. W 1884 roku rozpoczęto prace nad konstrukcją pierwszego, własnego roweru, który ostatecznie wprowadzony został do produkcji w 1886 roku. W 1895 roku po śmierci założyciela przedsiębiorstwa, kierownictwo przejęła żona Adama Opla wraz z pięcioma synami, którzy zwrócili uwagę na szybko rozwijający się przemysł samochodowy.

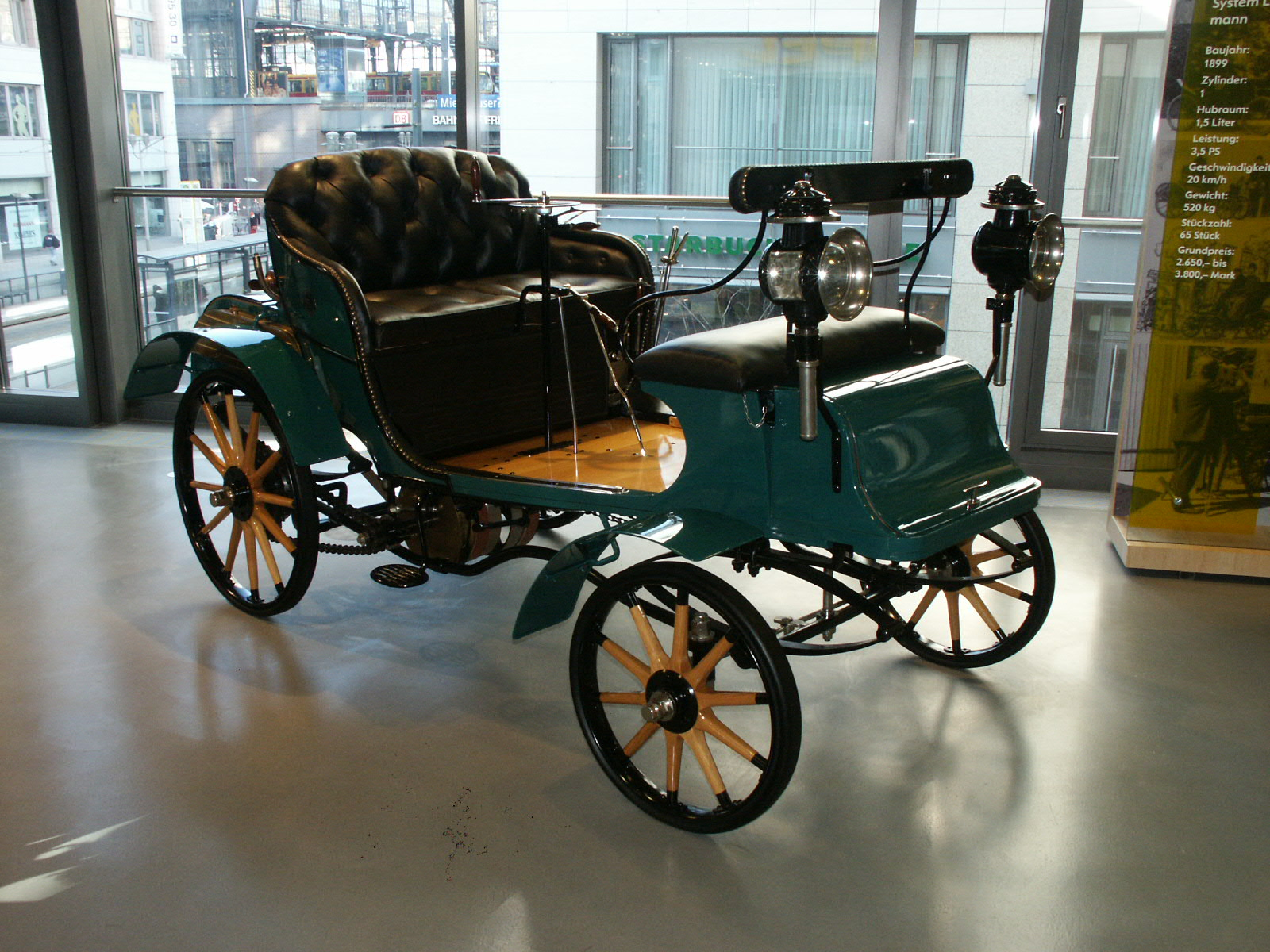
Opel System Lutzmann

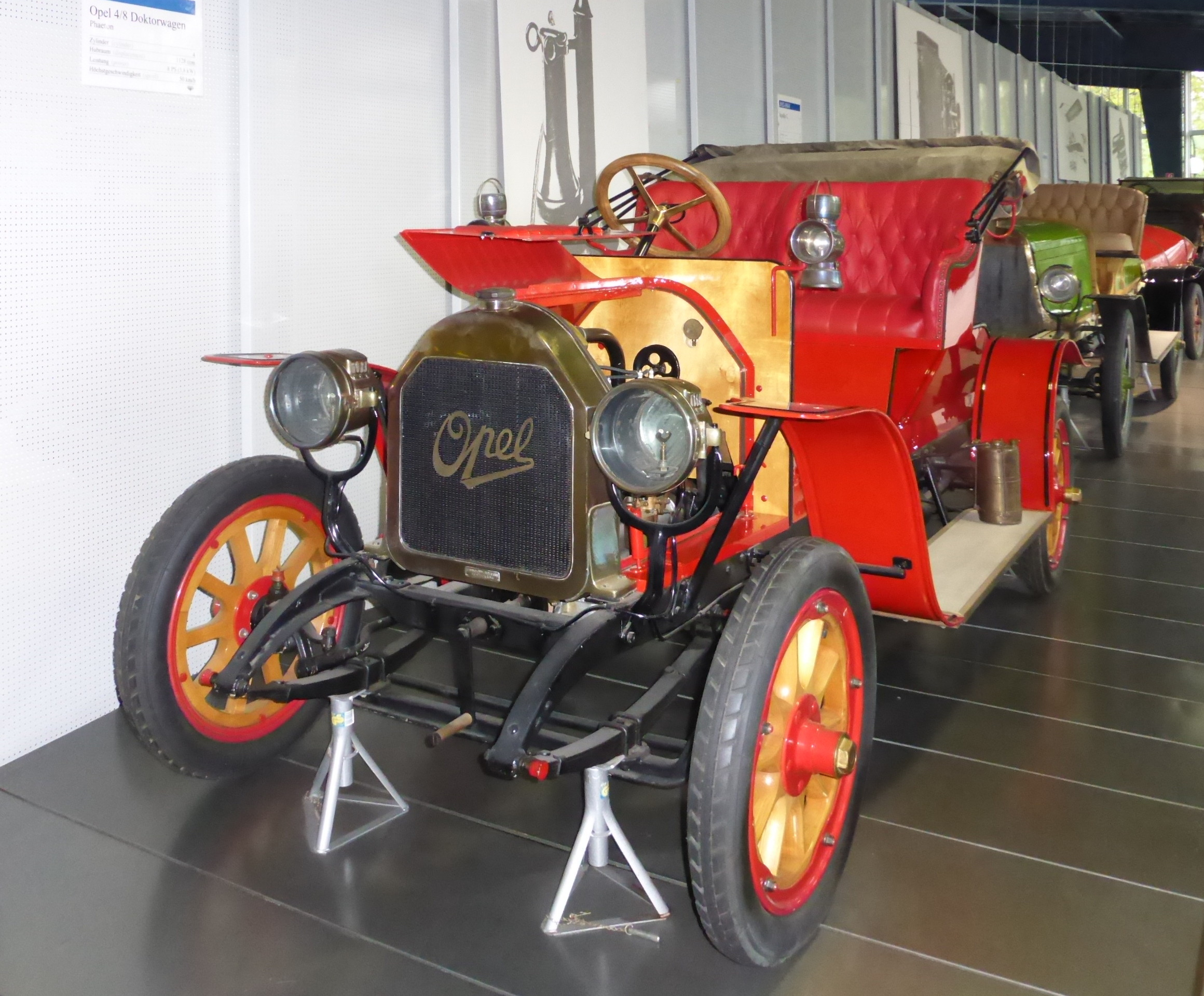
Opel 4/8PS (Doktorwagen)

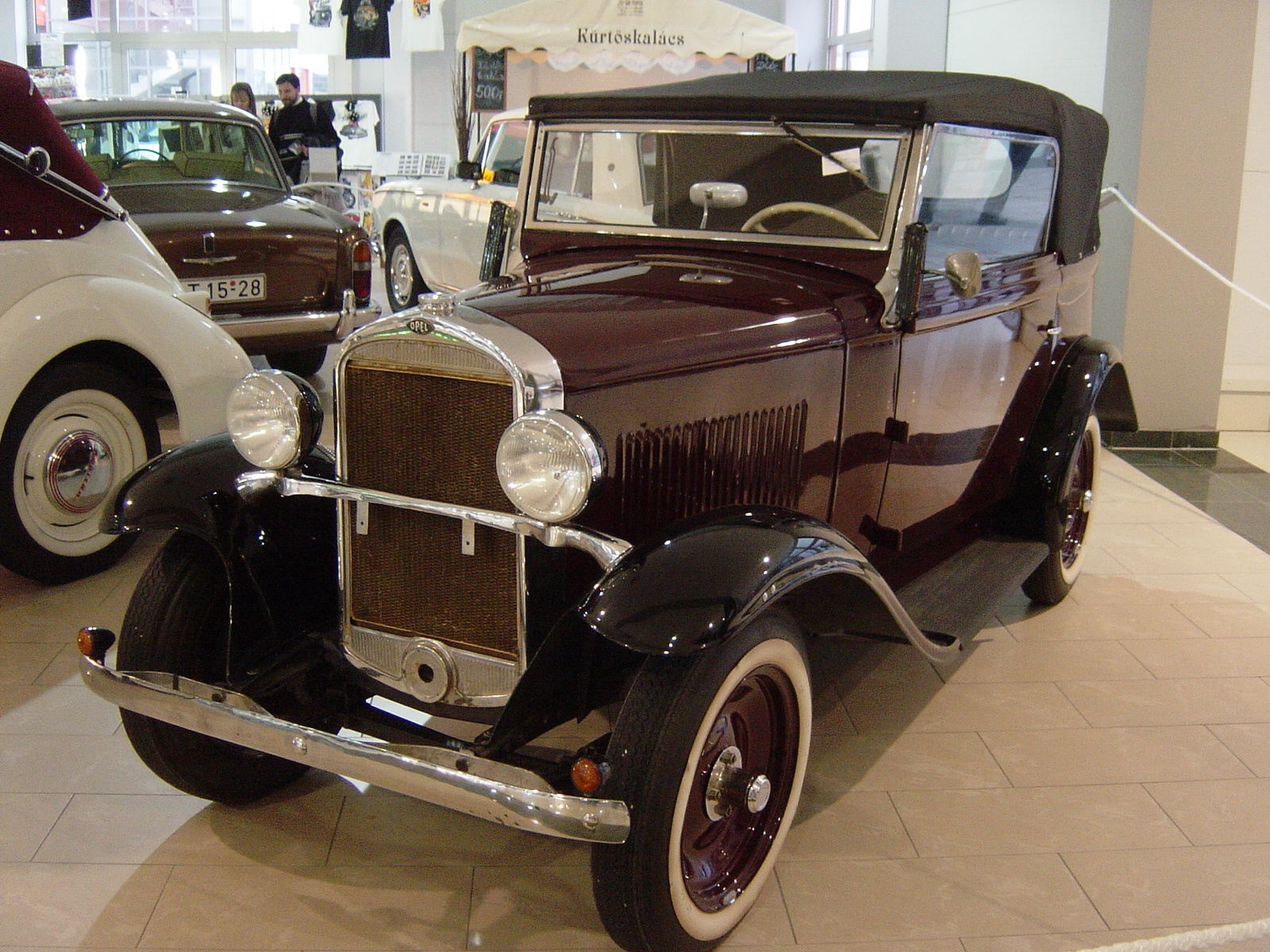
Opel 1.8 litre

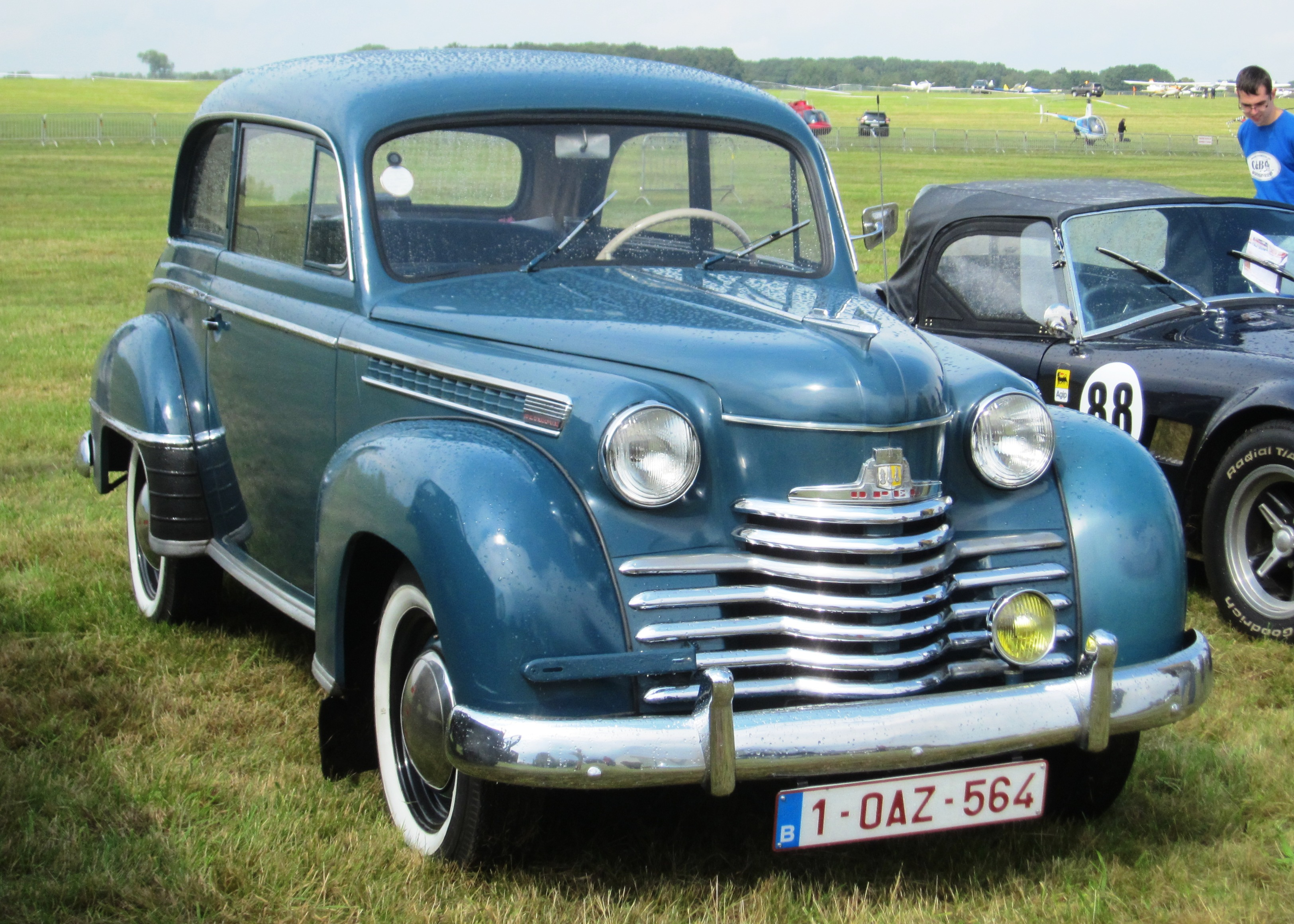
Opel Olympia

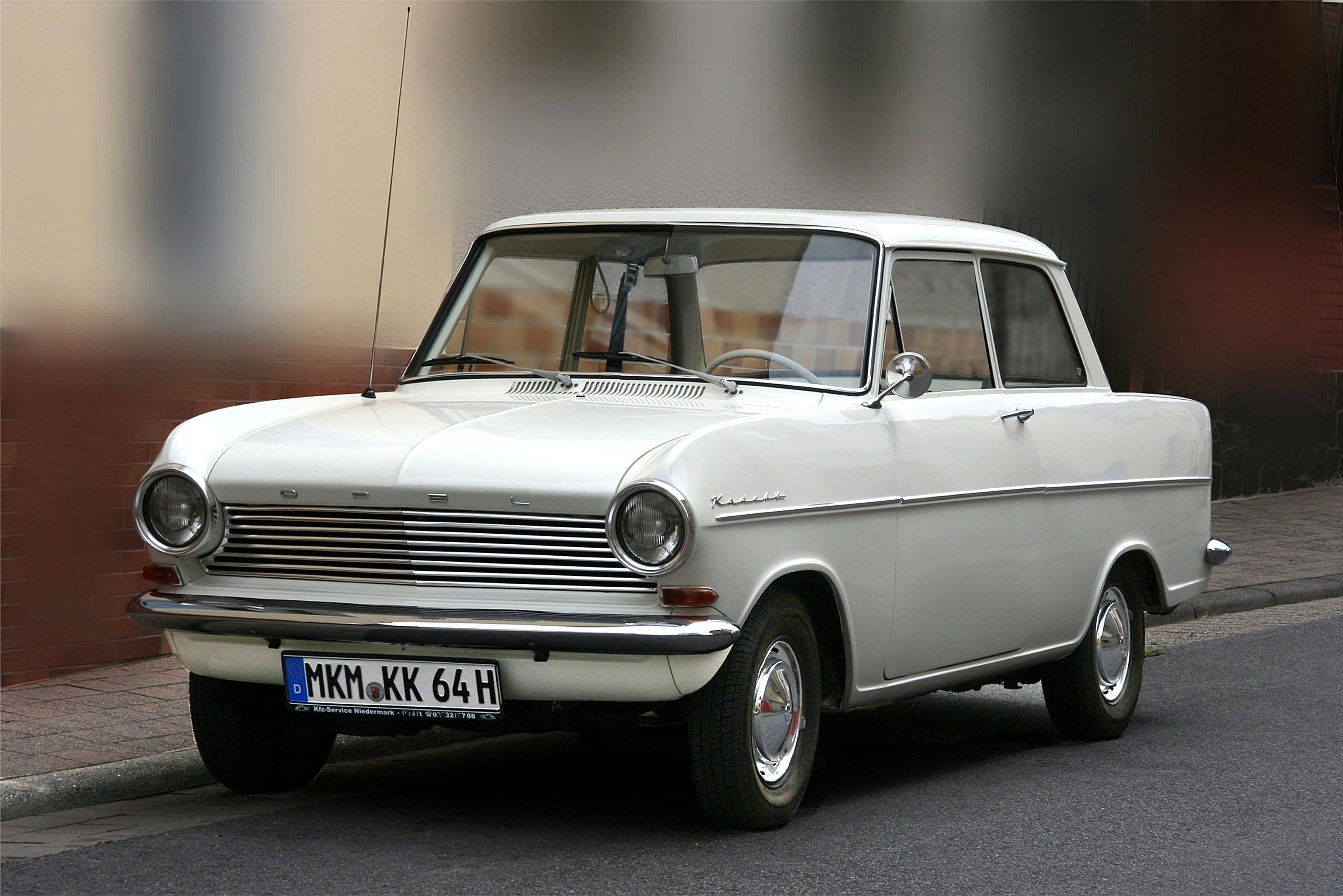
Opel Kadett A

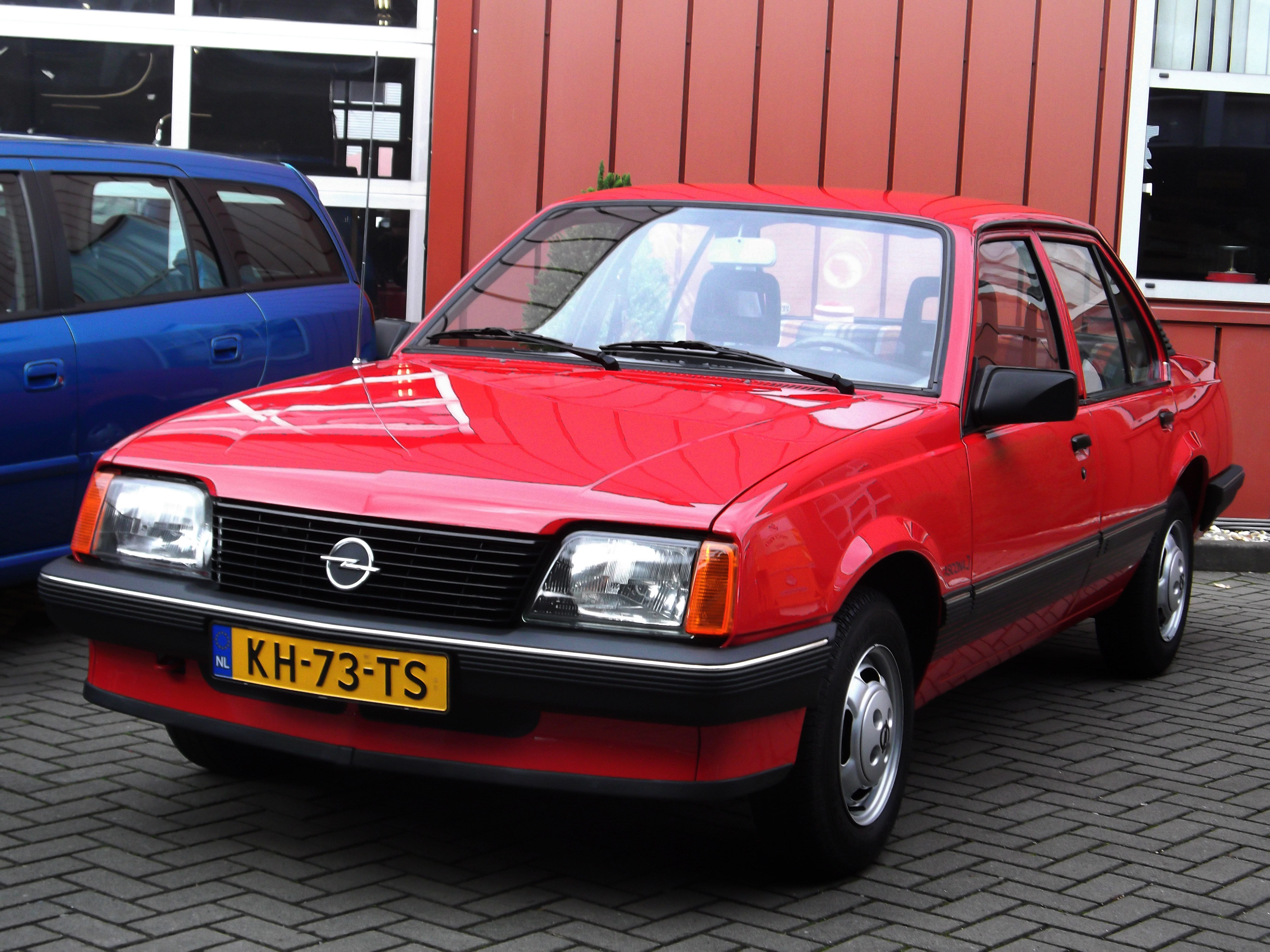
Opel Ascona C

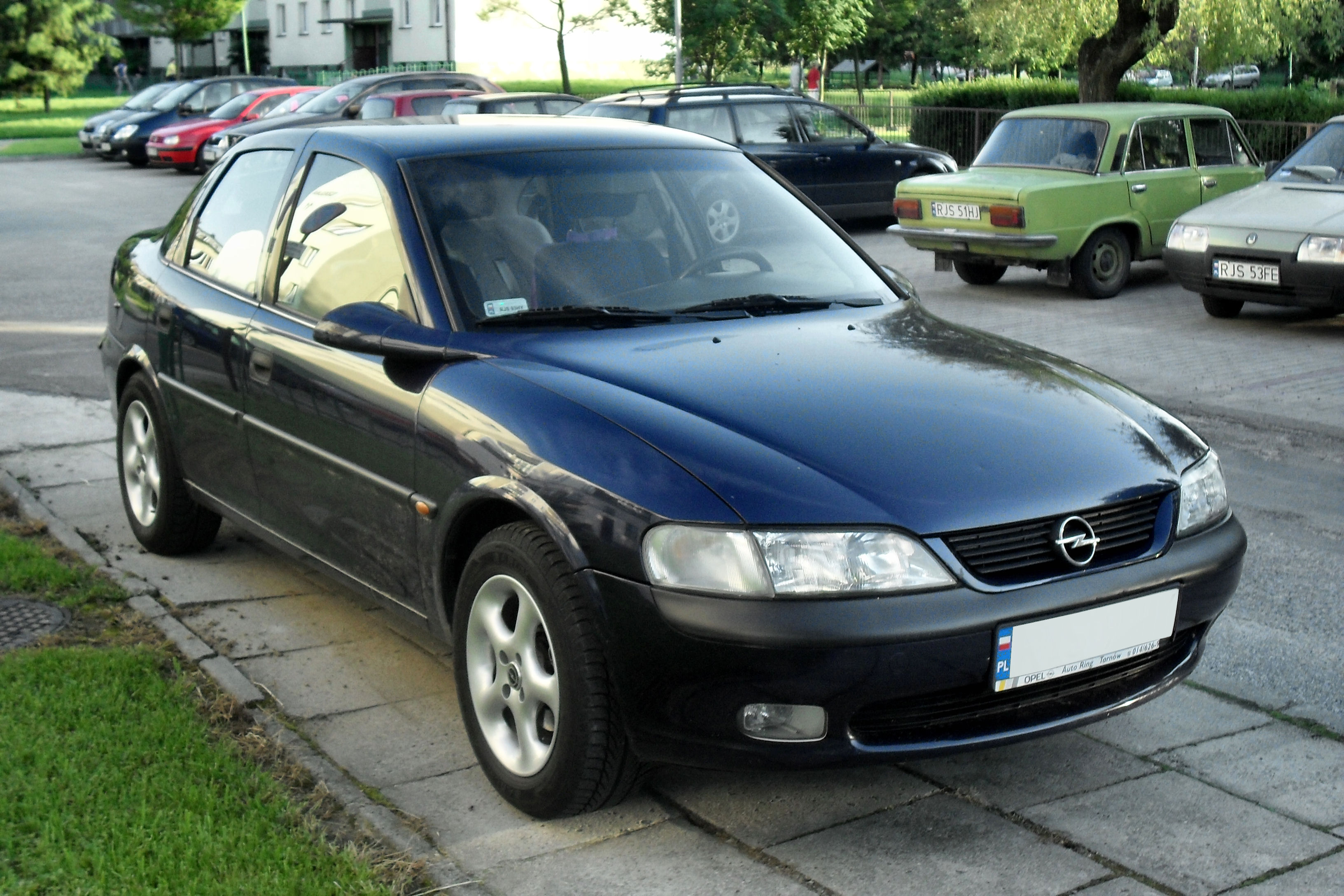
Opel Vectra B

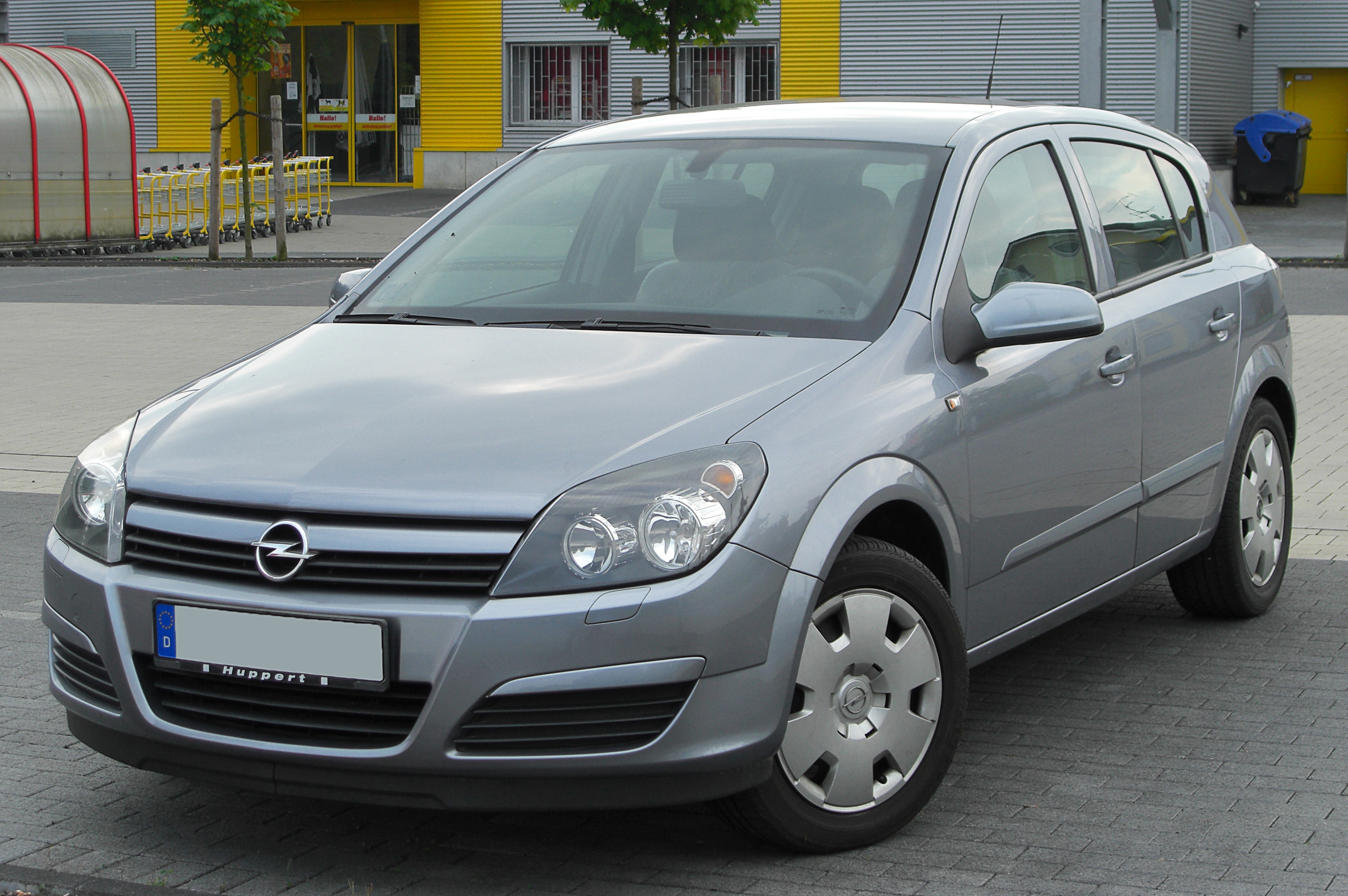
Opel Astra H

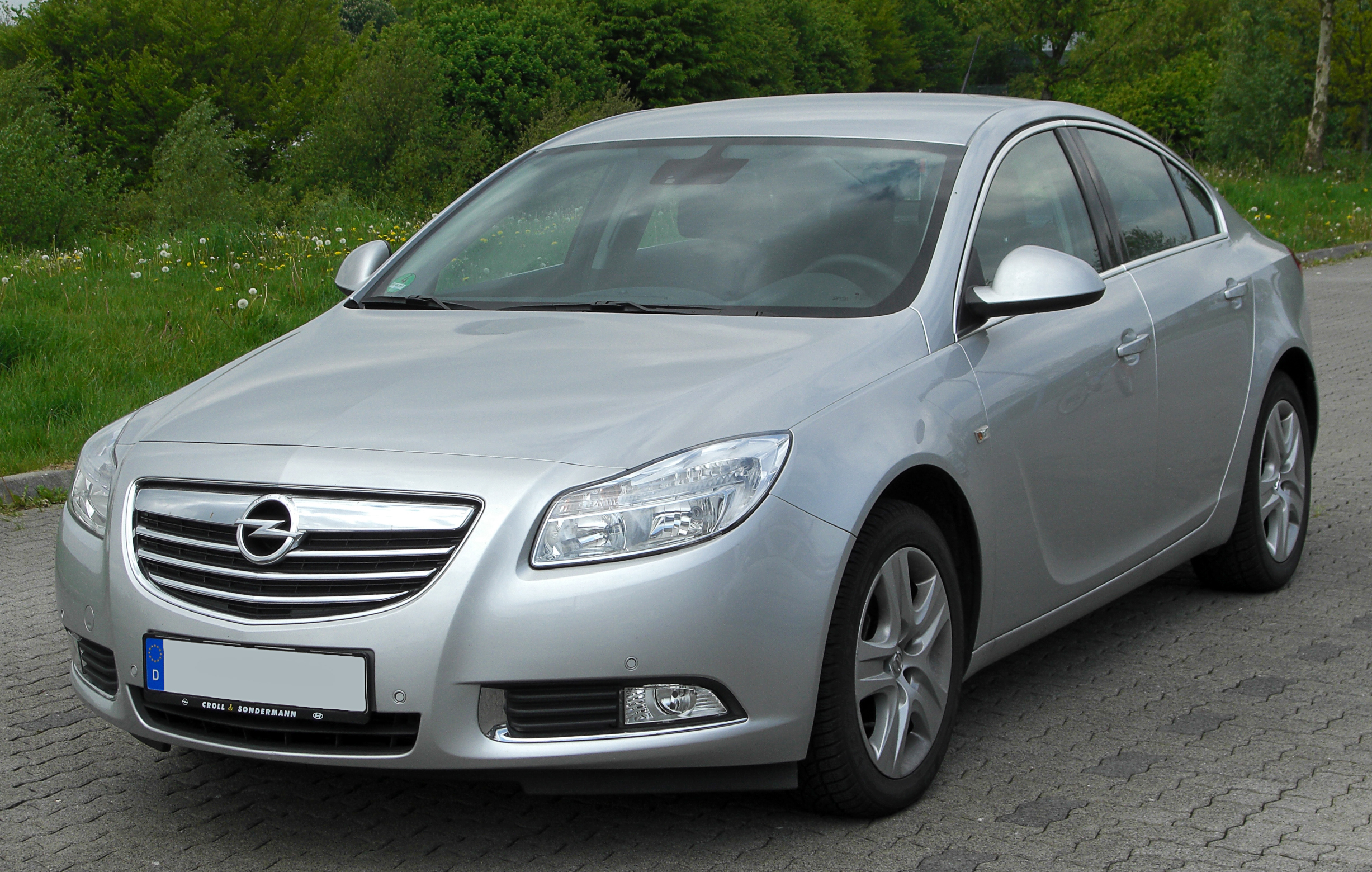
Opel Insignia A

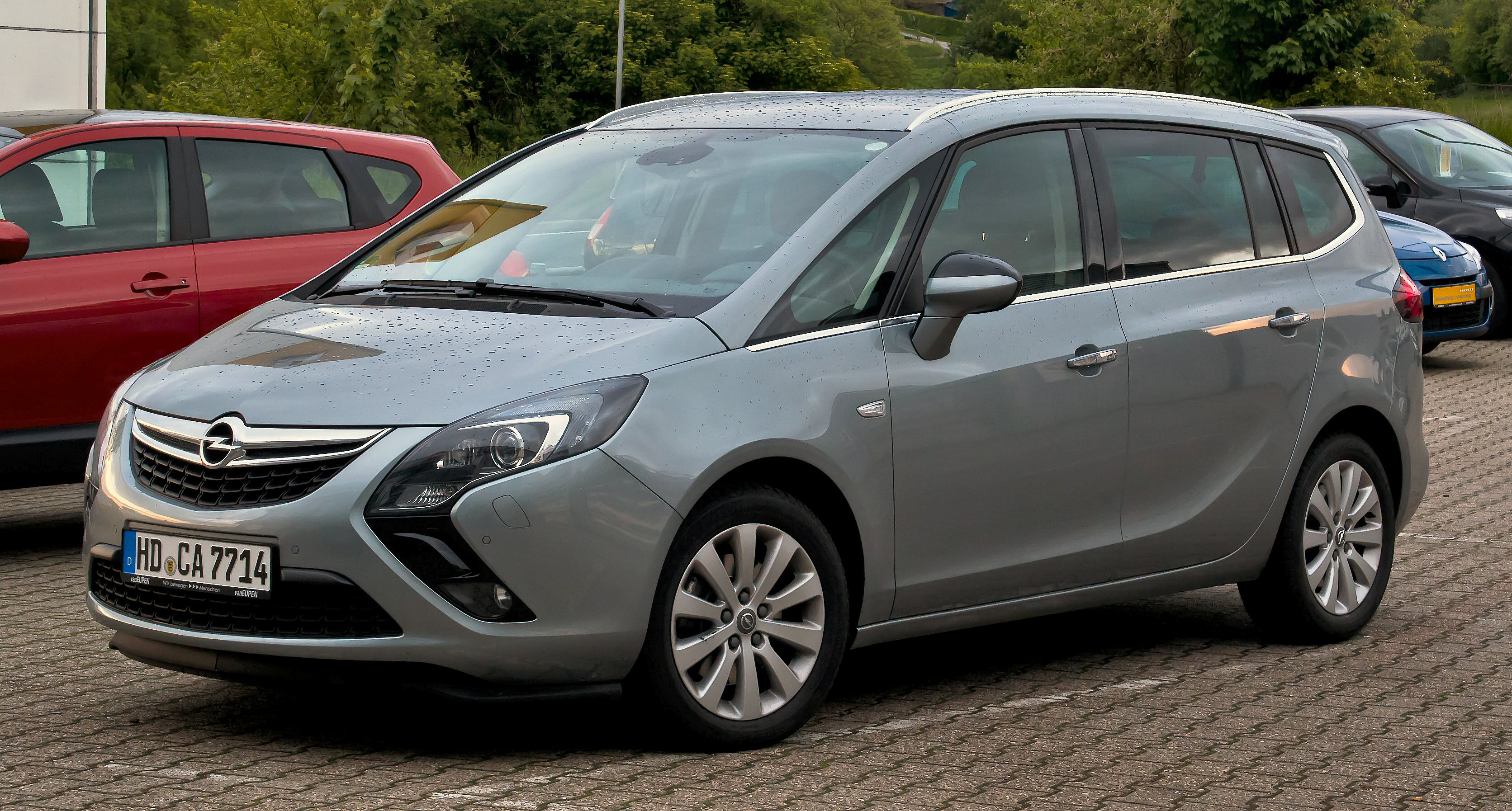
Opel Zafira C

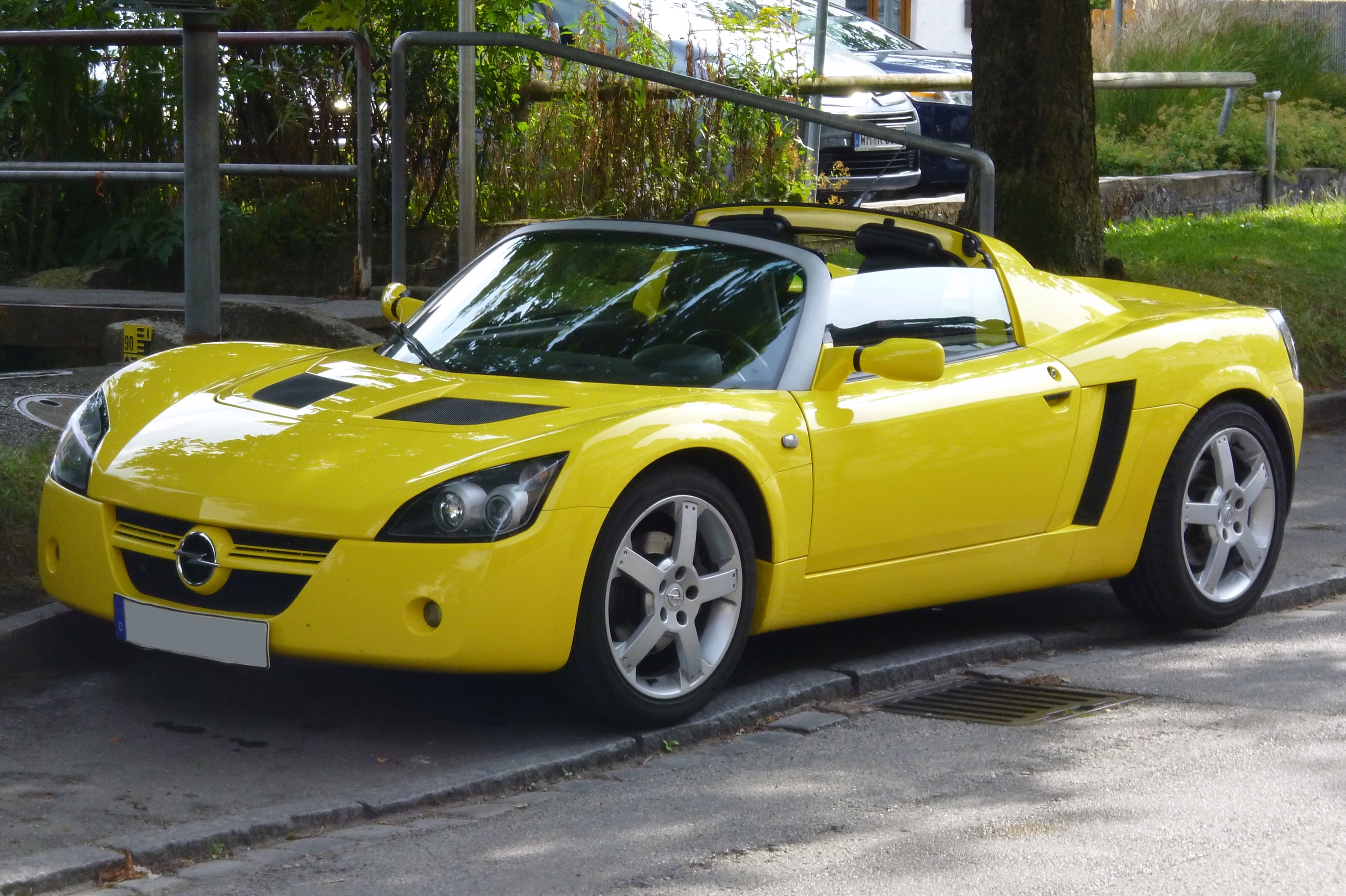
Opel Speedster

W 1899 roku podpisana została umowa z Friedrichem Lutzmannem – producentem podwozi z Dessau. W tym samym roku ruszyła produkcja pierwszego samochodu osobowego marki Opel o nazwie Opel System Lutzmann, który napędzany był silnikiem spalinowym o mocy 4 KM, który maksymalnie rozpędzić się mógł do prędkości 20 km/h. Wyprodukowanych zostało 11 egzemplarzy pojazdu.
W 1901 roku podpisana została umowa z francuskim konstruktorem Alexandrem Darracq, która zaowocowała powstaniem modelu 9PS. Rok później podczas targów motoryzacyjnych w Hamburgu zaprezentowano model 10/12PS. W 1903 roku z fabryki wypuszczony zostaje samochód napędzany spalinowym, czterocylindrowym silnikiem oraz rozpoczęto produkcję motocykli. Pierwszy z nich wyposażony został w silnik o mocy 2 KM.
W 1909 roku zaprezentowany został model 4/8PS znany potocznie jako „Doktorwagen”, który napędzany był czterocylindrowym silnikiem spalinowym o pojemności 1128 cm³ i mocy 8 KM. W 1912 roku w wyniku pożaru spłonęła fabryka maszyn do szycia w Rüsselsheim. Na zgliszczach spalonej fabryki odbudowany został zakład koncentrujący się na produkcji pojazdów. Z uwagi na wybuch I wojny światowej przedsiębiorstwo skoncentrowało się na produkcji pojazdów ciężarowych, ale nie zaprzestało całkowicie produkcji aut osobowych, dzięki czemu zaprezentowano model 18/50PS, który napędzał pierwszy w historii przedsiębiorstwa sześciocylindrowy silnik spalinowy o pojemności 4,7 l. Po zakończeniu działań wojennych produkcję skoncentrowano na motocyklach oraz wznowiona została produkcja rowerów.

### General Motors
Pierwszym powojennym pojazdem przedsiębiorstwa był model 8/25PS, którego prezentacja miała miejsce w 1921 roku. Był to pierwszy model przedsiębiorstwa produkowany seryjnie, na taśmie, podobnie jak w amerykańskim koncernie Ford Motor Company. W tym samym czasie zbudowany został model 4/12PS, którego masowa produkcja sprawiła, że auto dzięki niskiej cenie trafić mogło do szerszego grona klientów.
Pod koniec lat 20. XX wieku Opel posiadał 37,5% udziałów w rynku motoryzacyjnym w Niemczech i stał się największym narodowym producentem pojazdów. W 1929 roku rodzina Opla sprzedała większościowy pakiet akcji amerykańskiemu koncernowi motoryzacyjnemu General Motors za kwotę 33,362 mln USD. Dzięki temu zabiegowi utworzony został specjalny bank marki Opel, który ułatwić miał zakup pojazdów na kredyt. W 1931 roku GM wykupiło pozostałe 20% akcji spółki. Po wcieleniu przedsiębiorstwa do General Motors zbudowana została seria Opel 1.8 litre, która otrzymała silnik o pojemności 1730 cm³ i mocy 32 KM. Auto zaprojektowane zostało w Stanach Zjednoczonych, a produkowane było w Niemczech. Jednocześnie, w 1935 roku wybudowano nową fabrykę samochodów ciężarowych Blitz w Brandenburgu, która stała się największą fabryką ciężarówek w Niemczech obok Forda.
W 1935 roku zaprezentowano model Olympia, który był pierwszym niemieckim pojazdem z integralną i całkowicie stalową ramą i nadwoziem. Rok później wprowadzony został model Kadett, którego do 1940 roku zbudowano 107 tysięcy egzemplarzy. W 1937 roku zaprezentowano luksusowy model Admiral z silnikiem spalinowym o pojemności 3,6 l i mocy 75 KM wyposażonym w górnozaworowy rozrząd. Ostatnim modelem wprowadzonym na krótko przed wybuchem II wojny światowej był model Kapitän.
Podczas II wojny światowej przedsiębiorstwo zajmowało się przede wszystkim produkcją 3-tonowej ciężarówki Blitz, która stanowiła podstawowy samochód ciężarowy średniej ładowności Wehrmachtu oraz produkcją na potrzeby przemysłu zbrojeniowego. Z powodu alianckich nalotów częściowo zniszczona została fabryka w Rüsselsheim, a całkowicie zakład w Brandenburgu. Z uwagi na wielkie szkody, koncern nie mógł od razu po wojnie rozpocząć produkcji aut, a poza tym część technologii w ramach odszkodowań wojennych znalazła się w rękach ZSRR (na podstawie Opla Kadetta rozpoczęto tam produkcję Moskwicza).

### Okres powojenny
W 1947 roku wznowiona została produkcja modelu Olympia, a rok później wprowadzony został zupełnie nowy model Admiral. W 1962 roku wznowiona została produkcja modelu Kadett, którego część produkcji przeniesiono do nowo wybudowanej fabryki w Bochum. W 1982 roku rozpoczęta została budowa fabryki zlokalizowanej w hiszpańskiej Saragossie, w której do produkcji wprowadzony został model Corsa.
10 września 2009 roku akcje Opla podzielone zostały pomiędzy Sbierbank Rossii, który objął 27,5% udziałów w Oplu, a Magnę, której przypadło także 27,5% udziałów. 35% udziałów zachował General Motors, natomiast pozostałe 10% udziałów podzielono pomiędzy pracowników przedsiębiorstwa.

### Pierwsza próba sprzedaży
4 listopada 2009 roku media poinformowały, że General Motors, po wielu miesiącach spekulacji w sprawie sprzedaży przynoszącego ciągłe straty Opla, zdecydował się nie sprzedawać przedsiębiorstwa. W związku z tą decyzją GM zobowiązał się do zwrotu 1,5 mld euro wsparcia finansowego, które uzyskał dla Opla od niemieckiego rządu. Od 1999 r. Opel/Vauxhall nie wypracowały zysku, a w latach 2000-2017 przyniosły GM ok. 20 mld USD strat.

### PSA i Stellantis
6 marca 2017 roku, po trwających miesiąc negocjacjach, w których brał udział m.in. rząd Republiki Federalnej Niemiec, niemieckie związki zawodowe, rząd Republiki Francuskiej oraz zarządy koncernów PSA oraz General Motors, amerykański koncern po 88-latach nieprzerwanego bycia właścicielem przedsiębiorstwa sprzedał Opla oraz powiązanego z nim Vauxhalla oraz 12 należących do nich zakładów produkcyjnych francuskiemu koncernowi Groupe PSA za kwotę 2,3 mld euro. W styczniu 2021 roku, w wyniku fuzji Groupe PSA z FCA, Opel ponownie zmienił właściciela, wchodząc w skład międzynarodowego konglomeratu Stellantis.

## Modele samochodów

### Obecnie produkowane

#### Osobowe
- Corsa
- Astra

#### SUV-y i crossovery
- Mokka
- Frontera
- Grandland

#### Kombivany i vany
- Combo Life
- Zafira Life

#### Dostawcze
- Combo
- Vivaro
- Movano

#### Elektryczne
- Rocks Electric
- Corsa Electric
- Astra Electric
- Mokka Electric
- Frontera Electric
- Grandland Electric
- Combo Electric
- Zafira Life Electric
- Vivaro Electric
- Movano Electric

### Modele historyczne
- 1.2 litre(inne języki)
- 1.3 litre(inne języki)
- 1.8 litre(inne języki)
- 2 litre
- 1290
- 4PS(inne języki)
- 4/8PS
- 4/12PS
- 5/12PS
- 6/12PS
- 6/14PS
- 8/16PS
- 8/25PS
- 9PS(inne języki)
- 9/25PS
- 10/12PS
- 10/18PS
- 10/35PS
- 13/30PS
- 14/48PS
- 16/18PS
- 16/35PS
- 18/50PS
- 25/55PS
- Adam (2013–2019)
- Admiral (1937–1939 i 1964–1977)
- Agila (2000–2014)
- Ampera (2011–2014)
- Ampera-e (2017–2019)
- Antara (2005–2014)
- Ascona (1970–1988)
- Blitz (1930–1973)
- Calibra (1989–1997)
- Campo (1991–2001)
- Cascada (2013–2019)
- Chevette(inne języki)
- Commodore (1967–1982)
- Crossland (2017–2024)
- Diplomat (1964–1977)
- Frontera (1991–2003)
- GT (1968–1973)
- GT (2007–2009)
- GTC (2012–2019)
- Insignia (2008–2022)
- K-180(inne języki)
- Kadett (1936–1940 i 1962–1993)
- Kapitän (1938–1970)
- Karl (2015–2019)
- Manta (1970–1988)
- Meriva (2003–2017)
- Monterey (1983–2002)
- Monza (1978–1986)
- Olympia (1935–1970)
- Omega (1986–2003)
- P4(inne języki)
- Patent Motor Car(inne języki)
- RAK(inne języki)
- RAK2(inne języki)
- Rekord (1953–1986)
- Regent(inne języki)
- Renewagen
- Senator (1978–1993)
- Signum (2003–2008)
- Sintra (1996–1999)
- Speedster (2000–2005)
- Super Six (1937–1938)
- System Lutzmann(inne języki)
- Tigra (1994–2000)
- Tigra TwinTop (2004–2009)
- Torpedo
- Vectra (1988–2008)
- Zafira (1999–2019)

### Modele koncepcyjne
- OSV 40(inne języki) (1974)
- GT/W Genéve(inne języki) (1975)
- Tech 1(inne języki) (1981)
- Corsa Spider(inne języki) (1982)
- Twin(inne języki) (1992)
- Slalom(inne języki) (1996)
- Insignia Concept(inne języki) (2003)
- Flextreme (2007)
- Icona (2010)
- Flextreme GT/E(inne języki) (2010)
- RAK e Concept (2011)
- Enigma (2012)
- Monza Concept (2013)

## Fabryki
Niemcy
- Bochum – zamknięta w grudniu 2014 roku[9]
- Rüsselsheim am Main
- Eisenach
- Kaiserslautern – produkcja silników
- Dudenhofen(inne języki) – tor wyścigowy

 Polska
- Gliwice (Opel Manufacturing Poland)
- Tychy (dawne zakłady Isuzu) – produkcja silników

 Belgia
- Antwerpia – zamknięta w 2010 roku

 Hiszpania
- Saragossa

 Anglia
- Ellesmere Port
- Luton

 Rosja
- Petersburg

 Węgry
- Szentgotthárd